# Suta dwyeri
Suta dwyeri — вид отруйних змій родини аспідових (Elapidae). Ендемік Австралії.

## Поширення і екологія
Suta dwyeri поширені на південному сході Австралії, від внутрішніх районів Південно-Східного Квінсленду через західні схили й гірські хребти Нового Південного Уельсу та бассейн Муррея до Веддерберна в центральній Вікторії. Вони живуть у сухих склерофільних лісах і рідколіссях, у вторинних лісах, серед скелястих відслонень та на луках, ховаються серед опалого листя, під камінням і поваленими деревами. Ведуть нічний спосіб життя. Полюють на геконів та сцинків.